# أديلبيرت سانت جون
أديلبيرت سانت جون هو لاعب هوكي الجليد كندي، ولد في 6 أكتوبر 1931 في إدمونتون في كندا، وتوفي في 18 ديسمبر 2009 في كلاغنفورت في النمسا.

## وصلات خارجية
- أديلبيرت سانت جون على موقع EliteProspects.com (الإنجليزية)
- أديلبيرت سانت جون على موقع HockeyDB.com (الإنجليزية)
- أديلبيرت سانت جون على موقع أوليمبيديا (الإنجليزية)